# Alfred Frisch (Journalist)
Alfred Frisch (geboren 7. Juli 1913 in Heidelberg; gestorben 19. September 2009 in Paris) war ein deutscher Journalist, der in Frankreich arbeitete. 

## Leben
Alfred Frisch gehörte der jüdischen Religionsgemeinschaft an, konvertierte aber 1937 zum Katholizismus. Er begann 1932 ein Jurastudium an der Universität Heidelberg, wurde jedoch 1933 nach der Machtergreifung der Nationalsozialisten wegen seiner Mitgliedschaft im Sozialistischen Studentenbund und in der SPD zwangsexmatrikuliert. Er ging an die Universität Genf, später nach Bordeaux, Algier und Lyon, und erwarb die Licence en droit. Er arbeitete ab 1936 im Salzhandelsgeschäft seines Vaters in der Tschechoslowakei. Anfang 1939 wurde er bei der Flucht aus der deutsch besetzten Tschechoslowakei verhaftet und war vier Monate in Haft. Danach flüchtete er nach Frankreich, seine Eltern wurden 1942 im KZ Auschwitz ermordet.
Frisch wurde bei Kriegsbeginn 1939 als Enemy Alien interniert und durchlief in den folgenden Jahren die Lager Chambaran, Gurs und Les Milles. Im August 1942 gelang ihm die Flucht und er schloss sich der Résistance an. Seit Ende 1944 lebte er im befreiten Paris. 
Nach 1945 arbeitete er als Auslandskorrespondent deutscher Zeitungen. Ab 1955 war Frisch Mitarbeiter des Rheinischen Merkur. Er schrieb außerdem für die Allgemeine Zeitung in Mainz und den Bonner General-Anzeiger, er arbeitete für den Saarländischen Rundfunk und die Deutsche Welle. Von 1967 bis 1969 war er Chefredakteur der deutsch-französischen Zeitschrift Dokumente. Er wurde als Ritter der Ehrenlegion geehrt. 
Frisch war mit Eva Liliane Staub (1924–2006) verheiratet, sie hatten eine Tochter.

## Schriften (Auswahl)
- Une réponse au défi de l'histoire. Paris: Desclée, de Brouwer, 1954
  - Grossmacht Technokratie : die Zukunft der Gesellschaft. Übersetzung. Frankfurt am Main: Agenor, 1955
- Civilisation du travail? Civilisation du loisir? Paris: Fayard, 1955
- Werbung in Frankreich. Köln: Bundesstelle f. Außenhandelsinformation, 1975
- Der Mayerlingkomplex : Verdrängung und Vertuschung. Wien: Ed. Log Internat., 1992